# マイプレート

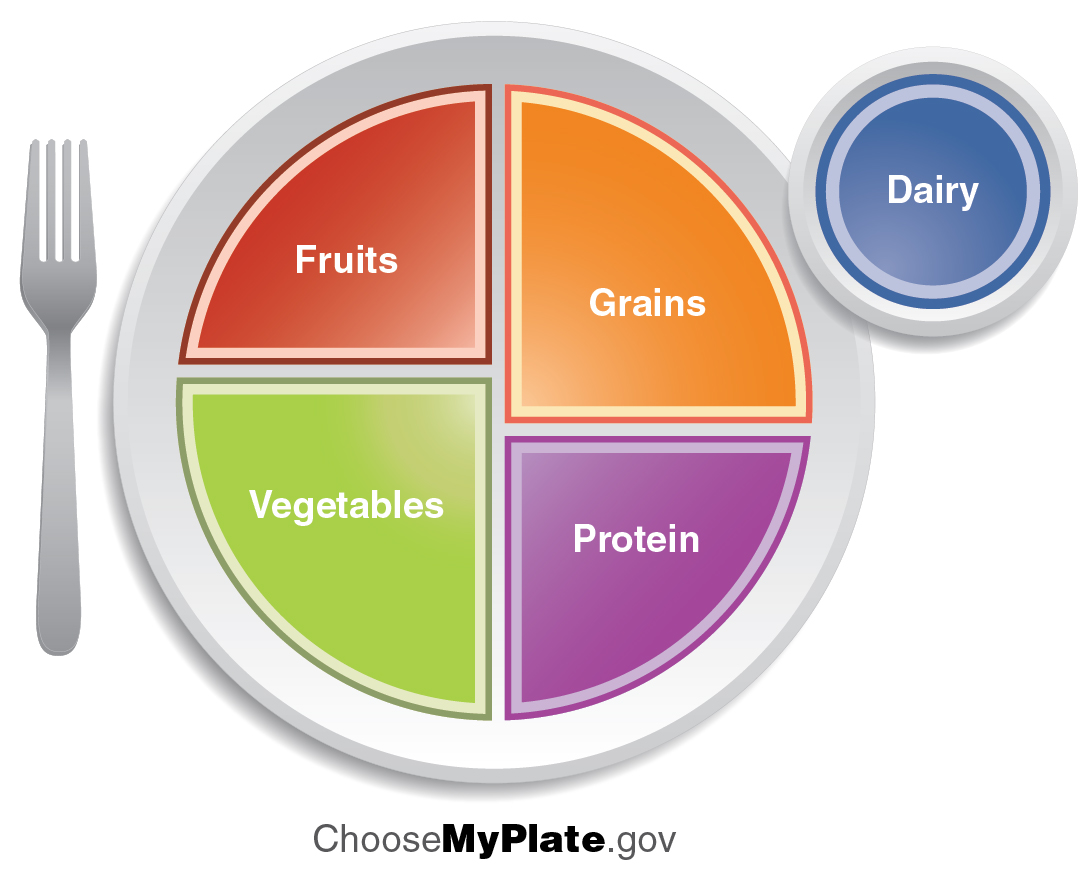
マイプレート。当初は背景が緑であった。

マイプレートは、アメリカ合衆国農務省 (USDA) による現行の食生活指針のうちイラスト型のもので、5つに分類された食品群を食卓に置かれた皿とコップのデザインで描いた円グラフである。それまで19年間使われてきた米農務省の「マイピラミッド」は、2011年6月2日にこのマイプレートに置き換わった。アメリカ人のための食生活指針を元にイラスト化したものである。食品の包装に表示されたり、米国で栄養に関する教育で使用される。

## 背景

マイプレート（2011年）背景が緑のもの。

マイプレートは米農務省による最新の食生活指針である。米農務省の最初の食生活指針は1894年にウィルバー・オリン・アトウォーター博士によって農民会報として出版された。それ以降、米農務省はイラスト型の「基本7食品群」（1943年-1956年）、「基本4食品群」（1956年-1992年）、「食品ピラミッド」（1992年-2005年）、そして「マイピラミッド」 （2005年-2011年） を含む、さまざまな食生活指針を公共のために提供してきた。
米国農務省によるそれまでのイラスト型食生活指針
- 基本7食品群 （1943年-1956年）
- 食品ピラミッド （1992年-2005年）
- マイピラミッド （2005年-2011年）

各国の政府や様々な団体も食生活指針を作成している。たとえば、イギリスのイートウェルプレート、オーストラリアの Guide to Healthy Eating 、米国糖尿病協会の Create Your Plate system も、皿を模した図を使用している。

## 指針
マイプレートの皿は4つに区分され、約30%の穀物、40%の野菜、10%の果物、20%のタンパク質であり、牛乳やヨーグルトのカップを示す乳製品を表す小さな円が付属している。
マイプレートは、「食事の半分は果物や野菜にしましょう」、「低脂肪牛乳または無脂肪牛乳に切り替えましょう」、「少なくとも穀物の半分は全粒穀物にしましょう」、「様々なタンパク質食品から選択しましょう」などの推奨事項が補足として追加されている。また指針は食事を楽しみつつも皿の大きさを目安に管理すること、またナトリウムと砂糖の摂取量を減らすよう推奨している。
マイプレートの発表会でミシェル・オバマ大統領夫人は「親たちは1回の食事に鶏肉が正確に3オンス（85グラム）あるのか計ったり、米やブロッコリーの分量を調べる時間はありません・・・でも私達は子供たちの皿を見る時間なら確かにあります・・・適量を食べているか、食事の半分は野菜と果物か、そして低脂肪のタンパク質、全粒穀物と低脂肪の乳製品の飲み物、それだけで良いのです。それぐらいにこの方法はシンプルです。」

## 協賛団体
米農務省はマイプレートの内容をできるだけ広く遠くまで普及させる広報活動のため多くの団体と協力関係を構築した。これらのパートナーたちは、全米規模の団体や企業で構成されており、「アメリカ人のための食生活指針に示される全ての栄養構成要素を奨励する」ことに合意している。

## 社会的評価
マイプレートは、抽象的すぎてわかりにくいと批判されてきた以前のマイピラミッドの改良版として広く受け入れられた。果物と野菜は50%と強調していることに加え、皿のイメージはシンプルで分かりやすいと特に好評だった。
一部の批判者は、タンパク質は他の食品群から摂取可能であり平均的なアメリカ人は既に十分に食べているのでタンパク質の区分は不要であると指摘した。しかし、肉はタンパク質以外にはどこの食品群にも含めることができない。乳製品の区分も同様に必要ではないと批判された。別の批判は、マイプレートの図はシンプル過ぎて補足的な栄養上の助言をする機会を逃しており、それはタンパク質食品が健康的かとか、健康にいい脂肪と悪い脂肪の区別といったことである。
ハーバード大学公衆衛生学部はマイプレートの登場に応じ、独自に調整しより詳細にし健康的な食事プレート (Healthy Eating Plate) と呼ばれるイラスト型指針を発表した。ハーバード大学版は野菜と果物の比率が高く、健康に良い油を推奨事項に追加し、健康的なタンパク質食品と全粒粉は1/4ずつに割り当て、そして水を飲むことを推奨して乳製品を減らすことを提案している。ハーバード大同学部の栄養科の教授であるウォルター・ウィレットは、マイプレートについて「残念ながら、以前の米国農務省のピラミッド同様、マイプレートは農産業の強い利害関係による影響と科学とが混合されており、健康的な食事のための指針とはなっていない」と指摘している。ハーバードのものは身体活動の推奨も含んでいる。